# Pont de Champigny
Ne doit pas être confondu avec Pont SNCF de Champigny.
Le pont de Champigny est un pont routier qui franchit la Marne à l'emplacement de l'Île de l'Abreuvoir et relie les communes de Champigny-sur-Marne et Saint-Maur-des-Fossés.

## Description
L'ouvrage actuel (inauguré par Pierre Laval) est construit entre 1930 et 1934. Il est formé de deux ponts en béton armé constitués chacun de deux arcs articulés aux naissances de 35 et 60 mètres. Ils sont reliés par un viaduc intermédiaire de 32 mètres, également en béton, situé sur l'île de l'Abreuvoir.

## Sources
- Images du Patrimoine du ministère de la Culture : Inventaire général du patrimoine culturel, Région Ile-de-France. Isabelle Duhau (réd.) ; Stéphane Asseline (photogr.). Bry et Champigny, dans les méandres de la Marne. Lyon : Lieux Dits, 2007